# Ivica Olić
Ivica Olić [ˈiʋitsa ˈɔːlitɕ] (Davor, 1979. szeptember 14. –) horvát labdarúgó, edző. 2021 márciusa és júniusa között az orosz CSZKA Moszkva vezetőedzője volt.

## Pályafutása

### Klubcsapatban

#### Korábbi csapatai
Olić Jugoszláviában egy kis faluban, Davorban (ma Horvátország) született. 1996-ban a helyi csapatban kezdte profi pályafutását, ahol két sikeres évet töltött el, mielőtt a Hertha megvette. Németországban kevés játéklehetőséget kapott, ezért visszatért a Marsoniába.
Miután eltöltött egy újabb sikeres szezont a Marsoniánál (29 meccs/17 gól) leigazolta az NK Zágráb ahol 28 meccs alatt 17 gólt szerzett és nagyban hozzájárult ahhoz, hogy a csapat megnyerje a bajnokságot. A jó teljesítménye miatt már 1 év után csapatot váltott, és a nagyobb zágrábi klubhoz, a Dinamo Zágrábhoz igazolt, ahol szinte lemásolta előző évi teljesítményét, 27 meccsen 16 gólt szerzett, ezzel ő lett a horvát gólkirály.

#### CSZKA Moszkva
2003-ban megvette a CSZKA.  Fokozatosan bontakozott ki, a 2005-ös szezonban 10 gólban működött közre, kétszer annyi meccs alatt.

#### Hamburger SV
2007 januárjában Olić a Hamburger SV-ben folytatta. Első meccsét a Cottbus ellen játszotta.
Azért igazolta le a Hamburg, mert a csapat elég kilátástalan helyzetben volt a téli szünetben, a kieső zónában voltak. A szezon végén a hetedik helyre jöttek föl, így indulhattak az Intertotó-kupában. A 2006-07-es szezon utolsó meccsén, az Aachen ellen két gólt szerzett. 2007 októberében, Olić mesterhármast ér el a Stuttgart ellen. Ezzel ő volt az első a klub történetében, aki három gólt tudott lőni egy félidő alatt.

### A válogatottban

#### A 2002-es világbajnokság
Olić bekerült a csapatba. Két meccsen játszott, ezalatt egy gólt szerzett, de az a gól győzelemre vezette a horvátokat az olaszok ellen.

#### A 2004-es Európa-bajnokság és 2006-os világbajnokság
Olić a 2004-es Eb alatt három meccset, a 2006-os vb alatt pedig két meccsen játszott ahol nem ért el sikereket.

#### A 2008-as Európa-bajnokság

##### A kvalifikációk
Ott volt azon a meccsen, ahol az angolok kikaptak a horvátoktól 3:2-re. Olić szerezte a második gólt. A vereség miatt az angolok nem jutottak ki az Eb-re.

##### A torna
Olić bekerült Slaven Bilić vezetőedző 23 fős keretébe. Június 12-én, a németek elleni mérkőzés 62. percében Olić rúgta a horvátok második gólját.
A harmadik meccsen nem játszott, mert a horvátok már biztos továbbjutoként léphettek pályára, így Bilić pihentette a csapat kulcsjátékosait, de horvátok tartalékosan is megverték a lengyeleket 1:0-ra.
A negyeddöntőben a törökök ellen játszottak, Olić kezdőként léphetett pályára. A 97. percben cserélte le Bilić, Ivan Klasnić állt be a helyére. Végül a meccs 1:1 lett, a tizenegyeseket pedig a törökök rúgták jobban, 3:1-re nyertek.

#### Góljai a válogatottban
| #   | Dátum              | Helyszín                               | Ellenfél            | Állás | Végeredmény | Esemény              |
| --- | ------------------ | -------------------------------------- | ------------------- | ----- | ----------- | -------------------- |
| 01. | 2002. április 17.  | Maksimir Stadion, Zágráb, Horvátország | Bosznia-Hercegovina | 1 – 0 | 2 – 0       | Barátságos           |
| 02. | 2002. június 8.    | Kashima Stadion, Kashima, Japán        | Olaszország         | 1 – 1 | 1 – 2       | 2002-es vb selejtező |
| 03. | 2003. április 30.  | Råsunda Stadion, Stockholm, Svédország | Svédország          | 0 – 1 | 2 – 1       | Barátságos           |
| 04. | 2003. október 11.  | Maksimir Stadion, Zágráb, Horvátország | Bulgária            | 1 – 0 | 1 – 0       | 2004 Eb selejtező    |
| 05. | 2004. május 29.    | Kantrida Stadion, Fiume, Horvátország  | Szlovákia           | 1 – 0 | 1 – 0       | Barátságos           |
| 06. | 2004. június 5.    | Parken Stadion, Koppenhága, Dánia      | Dánia               | 0 – 2 | 1 – 2       | Barátságos           |
| 07. | 2007. október 16.  | Kantrida Stadion, Fiume, Horvátország  | Szlovákia           | 1 – 0 | 3 – 0       | Barátságos           |
| 08. | 2007. október 16.  | Kantrida Stadion, Fiume, Horvátország  | Szlovákia           | 3 – 0 | 3 – 0       | Barátságos           |
| 09. | 2007. november 21. | Wembley Stadion, London, Anglia        | Anglia              | 0 – 2 | 2 – 3       | 2008 Eb selejtező    |
| 10. | 2008. június 12.   | Hypo-Arena, Klagenfurt, Ausztria       | Németország         | 2 - 0 | 2 – 1       | 2008-as Eb           |

## Sikerei, díjai
Klubcsapat
NK Zagreb
- Horvát bajnok: 2001-02

Dinamo Zagreb
- Horvátkupa-győztes: 2003

CSZKA Moszkva
- Orosz bajnok: 2003, 2005, 2006
- Orosz Kupa-győztes: 2005, 2006
- Orosz labdarúgó-szuperkupa-győztes: 2004, 2006
- UEFA-kupa-győztes: 2005

Bayern München
- Német bajnok: 2009-10
- Német Kupa-győztes: 2010
- Bajnokok Ligája ezüstérmes: 2010

Egyéni
- Az év horvát játékosa: 2009
- Az év játékosa a horvát bajnokságban: 2002, 2003

## Edzői statisztika
2021. június 15-én lett frissítve.
| Csapat        | Nemzet   | –tól              | –ig              | Eredményességi mutató | Eredményességi mutató | Eredményességi mutató | Eredményességi mutató | Eredményességi mutató | Eredményességi mutató | Eredményességi mutató | Eredményességi mutató |
| M             | Gy       | D                 | V                | RG                    | KG                    | GK                    | GY%                   |                       |                       |                       |                       |
| ------------- | -------- | ----------------- | ---------------- | --------------------- | --------------------- | --------------------- | --------------------- | --------------------- | --------------------- | --------------------- | --------------------- |
| CSZKA Moszkva | orosz    | 2021. március 23. | 2021. június 15. | 9                     | 4                     | 1                     | 4                     | 13                    | 13                    | +0                    | 44.44                 |
| összesen      | összesen | összesen          | összesen         | 9                     | 4                     | 1                     | 4                     | 13                    | 13                    | +0                    | 44.44                 |

## Külső hivatkozások
- Ivica Olić a National-football-teams.com oldalon
- Ivica Olić adatlapja a worldfootball.net oldalon (angolul)